# Marcus Pedo Vergilianus
Marcus Pedo Vergilianus est un sénateur romain du début du IIe siècle, consul éponyme en 115 sous Trajan.

## Biographie
En l’an 115, sous Trajan, il est consul éponyme aux côtés de Lucius Vipstanus Messalla.
À la fin de 115, à Antioche, de nombreux soldats, dont des membres de la suite de l'empereur, périssent lors d'un violent tremblement de terre le 13 décembre,. Pedo Vergilianus « faillit même en mourir » selon la traduction d'Étienne Gros du XIXe siècle. Il est souvent considéré comme mort ce jour-là, le 13 décembre 115.